# Oberhausbach (Schwarzach)
Der Oberhausbach ist ein Bach in der Gemeinde St. Jakob in Defereggen (Bezirk Lienz). Der Bach entspringt an Südwestflanken des Panargenkamms und mündet bei der Oberhausalm in die Schwarzach.

## Verlauf
Der Oberhausbach entspringt als Abfluss des Eggsees, der südwestlich des Keeseggs liegt. Der Eggsee ist dabei umgeben von Sandbichl und Panargenspitze im Nordwesten, vom Keesegg im Nordosten und vom Südwestgrat des Keeseggs im Osten. Der Oberhausbach fließt in südwestlicher Richtung zunächst durch alpines Gelände, erreicht im Mittellauf den Oberhauser Zirbenwald und stürzt dort über einen Wasserfall. Der Oberhausbach tritt erst kurz vor der Mündung wieder aus dem Wald heraus, passiert die Oberhausalm und mündet kurz darauf von links in die Schwarzach.
Der Oberhausbach liegt zwischen dem Einzugsgebiet des Seebestalbach im Nordwesten und des Großbach im Südosten. Gegenüber mündet einer der zahlreichen Bretterspitzgräben in die Schwarzach. Der Oberhausbach weist über seine gesamte Länge einen geringen Verbauungsgrad und eine unbeeinflusste Hydrologie auf. Das Umland weist überwiegend eine geringe Nutzungsintensität auf, wodurch die Gewässerraumausprägung als natürlich gilt. Insgesamt wird dem Oberhausbach eine sehr hohe naturräumliche Bewertung attestiert.